# Emma Davis
Emma Davis (Bangor, 4 de julho de 1987) é uma triatleta profissional irlandesa.

## Carreira
Emma Davis competidora do ITU World Triathlon Series, disputou os Jogos de Pequim 2008, ficando em 37º.